# Xã Schoolcraft, Quận Hubbard, Minnesota
Xã Schoolcraft (tiếng Anh: Schoolcraft Township) là một xã thuộc quận Hubbard, tiểu bang Minnesota, Hoa Kỳ. Năm 2010, dân số của xã này là 103 người.